# NGC 3241
NGC 3241 este o emission-line galaxy⁠(d) situată în constelația Mașina Pneumatică. A fost descoperită în 16 februarie 1836 de către John Herschel. Se află la o distanță de 56,49 de megaparseci de Pământ.